# Będzin (zajezdnia tramwajowa)
Będzin – zajezdnia tramwajowa Tramwajów Śląskich w Będzinie w dzielnicy Gzichów, położona przy ul. Piastowskiej 29.

## Informacje ogólne
Zajezdnia należy do Rejonu Komunikacyjnego numer 1 Tramwajów Śląskich i posiada 66 wagonów. 

## Linie
Zajezdnia Będzin obsługuje następujące linie tramwajowe:
| Linia | Pętla początkowa                   | Pętla końcowa                         |
| ----- | ---------------------------------- | ------------------------------------- |
| 15    | Katowice Plac Wolności             | Sosnowiec Zagórze Rondo Jana Pawła II |
| 21    | Dąbrowa Górnicza Urząd Pracy Pętla | Sosnowiec Milowice Pętla              |
| 22    | Dąbrowa Górnicza Urząd Pracy Pętla | Czeladź Dworzec                       |
| 26    | Sosnowiec Milowice Pętla           | Sosnowiec Pogoń Akademiki             |
| 27    | Sosnowiec Kazimierz Górniczy Pętla | Będzin Osiedle Zamkowe Pętla          |
| 28    | Dąbrowa Górnicza Urząd Pracy Pętla | Będzin Osiedle Zamkowe Pętla          |

## Tabor
Zajezdnia posiada 64 tramwajów w służbie liniowej:
| Typ tramwaju             | Liczba egzemplarzy |
| ------------------------ | ------------------ |
| Lohner E1                | 2                  |
| Konstal 105Na            | 21                 |
| Konstal 105N-2K          | 7                  |
| 105N HF 11 AC            | 12                 |
| 105NF S                  | 6                  |
| Pesa Twist 2012N         | 8                  |
| Moderus Beta MF 16 AC BD | 5                  |
| Moderus Beta MF 10 AC    | 5                  |
| Wszystkie pojazdy        | 66                 |